# Spild er Penge
|  | Denne artikel er oprettet af botten PalnaBot ud fra en ekstern database. Den kan derfor have sproglige fejl eller mangler. Denne skabelon kan fjernes efter kontrol af indholdet. |

Spild er Penge er en propagandafilm fra 1943 instrueret af Ole Palsbo efter manuskript af Ole Palsbo.

## Handling
Filmen skildrer på en levende og underholdende måde spildindsamlingen, foranlediget af L.A.B - Landsforeningen for Arbejdsløshedens Bekæmpelse - og viser, hvordan de forskellige typer af spild kan genanvendes i industrien og landbruget.